# Střelnice
Střelnice je místo určené pro střelbu z různých druhů zbraní. Střelnice lze dělit podle jejich určení a použití například na vojenské, policejní, sportovní a zábavní. Střelnice může být název též pro popraviště, kde se popravuje střelbou.
- střelnice (sport) – biatlon, lukostřelba, trap (střelba na holuby), střelba z pistole atd.
- střelnice (zábava) – v maringotkách na poutích do pohyblivých kovových terčů, později na dřevěné špejle, také v budovách pro soukromý výcvik střelby
- vojenská střelnice – prostor pro zkoušky palných (střelných) zbraní a vojenská cvičení
- policejní střelnice – prostor pro výcvik policie
- jaderná střelnice – uzavřený prostor určený pro jaderné testy jaderných zbraní

## Konkrétní objekty
- Kobyliská střelnice – pietní místo na okraji Prahy v Kobylisích
- Hlavní sovětská jaderná střelnice (souostroví Nová země)
- Střelnice – kulturní dům v Kadani